# Baron Waleran

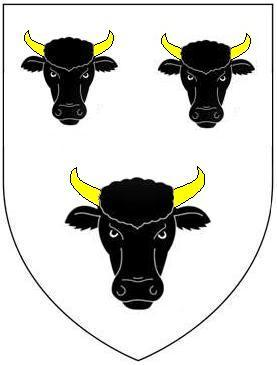
Wappen des Barons Waleran

Baron Waleran, of Uffculme in the County of Devon, war ein erblicher britischer Adelstitel in der Peerage of the United Kingdom.

## Verleihung
Der Titel wurde erstmals am 23. Dezember 1905 für den konservativen Politiker Sir William Walrond, 2. Baronet, geschaffen. Dieser hatte bereits 1889 von seinem Vater Sir John Walrond Walrond, 1. Baronet (1818–1889), den Titel eines Baronet, of Bradfield and of Newcourt, both in the County of Devon, geerbt, der diesem am 24. Februar 1876 in der Baronetage of the United Kingdom verliehen worden war.
Beide Titel erloschen schließlich beim Tod von dessen Enkel, dem 2. Baron, am 4. April 1966.

## Liste der Barone Waleran (1905)
- William Walrond, 1. Baron Waleran (1849–1925)
- William Walrond, 2. Baron Waleran (1905–1966)